# 上柏尾町
上柏尾町（かみかしおちょう）は、神奈川県横浜市戸塚区の地名。「丁目」の設定のない単独町名である。住居表示未実施区域。

## 地理
戸塚区の東部に位置し、南西に柏尾町、北西に秋葉町、北に前田町、東と南に港南区下永谷と接している。

### 字名
| - 杉ノ下 - 宿通 - 嶽下 - 台 | - 清水頭 - 御獄下 - 鶴蒔 - ソトゴウ |

### 地価
住宅地の地価は、2025年（令和7年）1月1日の公示地価によれば、上柏尾町字清水頭370番32の地点で15万9000円/m²となっている。

## 歴史

### 沿革
かつて横浜市に編入前のこの場所は、鎌倉郡川上村大字上柏尾であった。
- 1939年（昭和14年）4月1日 - 横浜市に編入。横浜市戸塚区上柏尾町となる[7]。
- 1969年（昭和44年）10月1日 - 行政区再編成に伴い、戸塚区を再設置。横浜市戸塚区上柏尾町となる[8]。
- 1986年（昭和61年）11月3日 - 行政区再編成に伴い、戸塚区を再設置。横浜市戸塚区上柏尾町となる[9]。
- 1997年（平成9年）10月27日 - 港南区下永谷町の一部を上柏尾町に編入。上柏尾町の一部を港南区下永谷六丁目へ編入[10]。

## 世帯数と人口
2025年（令和7年）6月30日現在（横浜市発表）の世帯数と人口は以下の通りである。
| 町丁     | 世帯数    | 人口    |
| -------- | --------- | ------- |
| 上柏尾町 | 1,637世帯 | 3,552人 |

### 人口の変遷
国勢調査による人口の推移。
| 年                 | 人口  |
| ------------------ | ----- |
| 1995年（平成7年）  | 3,615 |
| 2000年（平成12年） | 3,321 |
| 2005年（平成17年） | 3,340 |
| 2010年（平成22年） | 3,420 |
| 2015年（平成27年） | 3,259 |
| 2020年（令和2年）  | 3,349 |

### 世帯数の変遷
国勢調査による世帯数の推移。
| 年                 | 世帯数 |
| ------------------ | ------ |
| 1995年（平成7年）  | 1,173  |
| 2000年（平成12年） | 1,183  |
| 2005年（平成17年） | 1,241  |
| 2010年（平成22年） | 1,367  |
| 2015年（平成27年） | 1,383  |
| 2020年（令和2年）  | 1,461  |

## 学区
市立小・中学校に通う場合、学区は以下の通りとなる（2024年11月時点）。
| 番・番地等 | 小学校             | 中学校             |
| ---------- | ------------------ | ------------------ |
| 全域       | 横浜市立柏尾小学校 | 横浜市立舞岡中学校 |

## 事業所
2021年（令和3年）現在の経済センサス調査による事業所数と従業員数は以下の通りである。
| 町丁     | 事業所数 | 従業員数 |
| -------- | -------- | -------- |
| 上柏尾町 | 70事業所 | 1,469人  |

### 事業者数の変遷
経済センサスによる事業所数の推移。
| 年                 | 事業者数 |
| ------------------ | -------- |
| 2016年（平成28年） | 72       |
| 2021年（令和3年）  | 70       |

### 従業員数の変遷
経済センサスによる従業員数の推移。
| 年                 | 従業員数 |
| ------------------ | -------- |
| 2016年（平成28年） | 1,399    |
| 2021年（令和3年）  | 1,469    |

## 交通
- 国道1号

## 施設・企業
- 横浜柏尾郵便局[20]
- 戸塚警察署 柏尾交番
- 御嶽神社[21]
- 山崎製パン 横浜第一工場[22]
- いすゞ自動車首都圏 横浜支店[23]

## その他

### 日本郵便
- 郵便番号 : 244-0811[3]（集配局：戸塚郵便局[24]）

### 警察
町内の警察の管轄区域は以下の通りである。
| 町名     | 街区 | 警察署     | 交番       |
| -------- | ---- | ---------- | ---------- |
| 上柏尾町 | 全域 | 戸塚警察署 | 不動坂交番 |